# Korakou
Den här sidan avser den arkeologiska lokalen i Grekland. För orten på Cypern, se Korákou.
Korakou är en ort i Grekland, strax väster om Korinth, känd för sin arkeologiska fyndlokal.
Korakou grävdes ut 1915–1916 av Carl Blegen, fyndmaterialet därifrån kom att bli grundläggande för förståelsen och den vetenskapliga bearbetningen av den helladiska kulturens äldre skeden.